# Ченади
Чена̀ди (на италиански: Cenadi) е село и община в Южна Италия, провинция Катандзаро, регион Калабрия. Разположено е на 539 m надморска височина. Населението на общината е 596 души (към 2012 г.).